# الفلاحة النبطية (كتاب)
كتاب الفلاحة النبطية، أو الزراعة النبطية، هو نص من القرن العاشر عن الهندسة الزراعية لابن وحشية، من قوصن في العراق حاليًا. أنه يحتوي على معلومات عن النباتات والزراعة، وكذلك عن السحر وعلم التنجيم. تم الاستشهاد به كثيرًا من قبل الكتاب العرب اللاحقين حول هذه الموضوعات.
كانت الزراعة النبطية أول كتاب باللغة العربية عن الزراعة وأكثرها تأثيراً. ادعى ابن وحشية أنه ترجمها من نص يعود إلى عشرين ألف عام من بلاد ما بين النهرين. على الرغم من وجود بعض الشكوك، يعتقد العلماء المعاصرون أنه يمكن ترجمة العمل من أصل سرياني من القرن الخامس أو السادس الميلادي. على أي حال، من الواضح أن العمل يستند في النهاية إلى كتابات زراعية يونانية ولاتينية، مدعومة كثيرًا بالمواد المحلية.
يتكون العمل من حوالي 1500 صفحة مخطوطة، تهتم بشكل أساسي بالزراعة، ولكنها تحتوي أيضًا على استطرادات مطولة عن الدين والفلسفة والسحر وعلم التنجيم والفولكلور. من أكثر المواد الزراعية قيمة هي تلك المتعلقة بمزارع العنب وزراعة الأشجار والري وعلوم التربة. أصبحت هذه المعلومات الزراعية معروفة جيدًا في جميع أنحاء العالم العربي الإسلامي من اليمن إلى إسبانيا.
ترسم المواد غير الزراعية في الزراعة النبطية صورة حية للحياة الريفية في العراق في القرن العاشر. وهو يصف ديانة وثنية لها صلات بمعتقدات بلاد ما بين النهرين القديمة، والتي خففت من التأثيرات الهلنستية. تم الاستشهاد ببعض هذه المواد غير الزراعية من قبل الساحر والكيميائي الأندلسي مسلمة القرطبي (توفي عام 964) في كتابه «غاية الحكيم»، بينما تمت مناقشة أجزاء أخرى بواسطة الفيلسوف اليهودي موسى بن ميمون في كتابه دلائل الحائرين (سي 1190).
قدم المستشرق الفرنسي إتيان كواتريمير العمل إلى المجتمع الأكاديمي الأوروبي في عام 1835. رفض معظم علماء القرن التاسع عشر هذا الأمر باعتباره تزويرًا، ولكن منذ الستينيات فصاعدًا أظهر العديد من الباحثين اهتمامًا متزايدًا بأصالتها وتأثيرها.

## خلفية
يشير مصطلح الأنباط إلى مجموعتين مختلفتين من الناس: عرب المملكة النبطية في البتراء، والأنباط غير العرب في العراق. ربما كانت المجموعتان غير مرتبطتين. الزراعة النبطية تدور حول الأنباط في العراق، الذين كانوا السكان الأصليين لبلاد ما بين النهرين قبل الفتوحات الإسلامية. وهم مرتبطون ارتباطًا وثيقًا، وأحيانًا يتم تحديدهم مع شعوب بلاد ما بين النهرين الأخرى مثل الآشوريين والبابليين والكلدان. كان الأنباط في القرن العاشر معروفين بالمزارعين والفلاحين الريفيين. مكتوبة في وقت كانت ثقافة بلاد ما بين النهرين القديمة في خطر الزوال بسبب الفتوحات العربية، ويمكن تفسير عمل ابن وحشية كجزء من شعوبية وهي حركة من قبل المسلمين غير العرب لإعادة تأكيد هوياتهم المحلية. في هذه النظرة هي محاولة للاحتفال والحفاظ على تراث بلاد ما بين النهرين.
كانت الزراعة النبطية أول كتاب كتب باللغة العربية عن الزراعة، على الرغم من أنها سبقته عدة كتب في علم النبات وترجمات للمصنفات الأجنبية في الزراعة.

## التكوين
يُزعم العمل أنه قام بتجميعه رجل يُدعى ابن وحشية من قرية قسين بالقرب من الكوفة في العراق حاليًا. يتضمن مقدمة يقدم فيها وصفًا لأصلها. تنص هذه المقدمة على أنه وجد الكتاب في مجموعة كتب من الكلدان، وأن الأصل كان عبارة عن لفافة تحتوي على 1500 ورقة من ورق البرشمان. وقد كان العنوان الأصلي عنواناً مطولاً («كتاب فلاحة الأرض والعناية بالحبوب والخضروات والمحاصيل وحمايتها») الذي اختصره ابن وحشية في كتاب الزراعة النبطية. ادعى ابن وحشية أنه ترجم العمل من «السريانية القديمة» الأصلية، الذي كتب قبل 20 ألف سنة من السكان القديمين لبلاد ما بين النهرين. في زمان ابن وحشية، كان يعتقد أن السريانية كانت لغة بدائية في وقت الخلق. وفي الواقع، ومع ذلك، السريانية هي لهجة من الآرامية الشرقية ظهرت فقط في القرن الأول، على الرغم من أنها أصبحت بحلول القرن التاسع حاملة لأدب غني، بما في ذلك العديد من الأعمال المترجمة من اليونانية. قال ابن وحشية أنه ترجم النص إلى العربية عام 903/4، ثم أملى الترجمة على تلميذه أبو طالب الزيات عام 930/1. ربما تكون هذه التواريخ دقيقة، لأن ابن النديم ذكر الكتاب في كتابه الفهرست («فهرس الكتاب») لعام 987، مما يدل على أن الكتاب كان متداولًا في العراق بحلول نهاية القرن العاشر.
قال ابن وحشية إن الكتاب نتاج لثلاثة «حكماء قسديانيون» منهم أحدهم «بدأه، والثاني أضاف إليه أشياء أخرى، والثالث أكمله». تم تسمية هؤلاء المؤلفين الثلاثة صغريث، وينبوشاد، وقثامة.
لقد تغير رأي العلماء حول أصالة «الزراعة النبطية» بمرور الوقت (انظر أدناه).
في حين أنه بالتأكيد لا يعود إلى العصر البابلي كما ادعى ابن وحشية نفسه، يعتقد العلماء الآن أن العمل ربما كان في الواقع ترجمة أصيلة من أصل سرياني ما قبل الإسلام. اقترح الباحث في الفنلندية Jaakko Hämeen-Anttila تاريخًا نصيًا من ثلاث مراحل في عام 2006:
1. إعادة صياغة مجانية لمقاطع معروفة من الأعمال الزراعية اليونانية الرومانية ‏. 2. الترجمة إلى السريانية إما بواسطة عدة مؤلفين أو بواسطة مؤلف واحد، ربما في القرن السادس أو بعد ذلك بقليل ... 3. ترجمة النص السرياني المفترض إلى العربية من قبل ابن وحشية (10 م)، الذي أضاف مسارده الخاصة، والتي عادة ما يتم تمييزها على هذا النحو في النص. 
من الصعب إعادة بناء المصادر المستخدمة في المرحلة الأولى لأن المؤلف ترجمها بشكل غير دقيق، وأضاف مادته الخاصة وتعليقاته، واستخدم المخبرين الشفويين لتكملة المصادر المكتوبة. ومع ذلك، لا بد أنها تضمنت ترجمة سريانية أو عربية لكاتب القرن الرابع فيندونيوس أناتوليوس. ربما استخدم المؤلف أيضًا مصادر محلية من خارج التقليد اليوناني الروماني، مثل روستيساتيو المفقود لماغو القرطاجي.

## المحتويات
| موضوع النقاش           | النسبة المئوية |
| ---------------------- | -------------- |
| التربة والأسمدة والري  | 5%             |
| التشجير وأشجار الفاكهة | 25%            |
| زراعة الزيتون          | 3%             |
| كروم العنب             | 16%            |
| الزراعة الحقلية        | 18%            |
| زراعة الحدائق          | 23%            |
| التقويم الموسمي        | 7%             |
| تقويم الطقس            | 2%             |

1. ↑  Fahd & Graf 1993، صفحات 834–835.
2. ↑  Fahd & Graf 1993، صفحة 835: "But the al-Anbat or an-Nabat of Syria and 'Irak of the same period appear to be Aramaic-speaking 'soil-tillers' and 'hired workers', not the descendants of the Nabataeans (as Nöldeke realised)...As an ethnic term, Nabatu denotes two groups of different origin."
3. 1 2  Fahd & Graf 1993، صفحة 836.
4. ↑  Hämeen-Anttila 2002a، صفحات 61.
5. ↑  Crone & Cook 1977، صفحات 85–88.
6. ↑  Butzer 1994، صفحة 14.
7. ↑  Morelon 1996، صفحة 816.
8. 1 2 3 4  Hämeen-Anttila 2018.
9. ↑  Hämeen-Anttila 2006، صفحة 98.
10. 1 2  Fahd & Graf 1993، صفحة 837.
11. ↑  Hämeen-Anttila 2006، صفحة 3.
12. ↑  Rubin 1998، صفحات 330-333.
13. ↑  Carrara 2006، صفحة 123.
14. ↑  Mattila 2007، صفحة 104.
15. ↑  Hämeen-Anttila 2002a، صفحة 66.
16. ↑  Hämeen-Anttila 2006، صفحة 16.
17. ↑  Hämeen-Anttila 2002a، صفحة 75.
18. ↑  Lahham.
19. 1 2  Hämeen-Anttila 2006، صفحة 33.
20. ↑  Rodgers 1980، صفحة 6–7.
21. ↑  Hämeen-Anttila 2004، صفحة 79.
22. ↑  Carrara 2006، صفحة 131.
23. ↑  Butzer 1994، صفحة 19.

يحتوي الكتاب على معلومات قيمة عن الزراعة وما يرتبط بها من تقاليد. وهي مقسمة إلى ما يقرب من 150 فصلاً عن أشجار الزيتون والري والزهور والأشجار وإدارة الممتلكات والتربة والبقوليات والحبوب. وفي خضم مادته الزراعية الواسعة، يحتوي النص أيضًا على محتوى ديني وفلكلوري وفلسفي. الأسلوب «متكرر» و«ليس دائمًا واضحًا تمامًا»، حسب هامين أنتيلا؛ في الوقت نفسه، يشير هامين أنتيلا إلى أن موقف المؤلف تجاه الزراعة «رصين»، وأنه يبدو «مراقبًا مثقفًا ومتفهمًا». وصف عالم البيئة كارل بوتزر تنظيم العمل بأنه «محير»، وحتى «محير»، كما يحدث عندما تقاطع أطروحة حول الجثث التي تم غسلها من المقبرة القسم الخاص بالتربة. 

### الزراعة
لا يتطابق الهيكل العام للمعلومات الزراعية في الزراعة النبطية مع السياق الزراعي لبلاد ما بين النهرين، مما يشير إلى أن المؤلف قد وضع نموذجًا للعمل على نصوص من بيئة البحر الأبيض المتوسط. على سبيل المثال، يوفر العمل تغطية محدودة للسكر والأرز والقطن، والتي كانت أهم المحاصيل المحلية في القرنين التاسع والعاشر. كان زيت السمسم أكثر شيوعًا في المنطقة من زيت الزيتون، لكن ابن وحشية يكتب عن شجرة الزيتون في 32 صفحة، مقارنة بصفحة واحدة للسمسم. ومع ذلك، فإن المراجع الجغرافية والمعلومات التفصيلية حول الطقس، وجداول الزراعة، وملوحة التربة، وموضوعات أخرى تُظهر أن المؤلف كان لديه معرفة مباشرة بالظروف المحلية في الأراضي المنخفضة وسط العراق بالقرب من الكوفة. 
يصف الكتاب 106 نباتًا، مقارنة بـ 70 نباتًا في جيوبونيسا المعاصرة، ويقدم معلومات شاملة عن خصائصها التصنيفية واستخداماتها الطبية. كان القسم الخاص بزراعة نخيل التمر مساهمة مهمة وأصلية بالكامل، وتستمر المعالجة التفصيلية للغاية لكرم (مزرعة)كروم العنب في 141 صفحة. قائمة النباتات الغريبة، التي يعود أصل بعضها إلى الهند أو الجزيرة العربية فقط، ربما تكون قد استندت إلى أجزاء علم النبات من التاريخ الطبيعي لبليني في القرن الأول.
في علم التربة، كانت الزراعة النبطية أكثر تقدمًا من سابقاتها اليونانية أو الرومانية، حيث قامت بتحليل أنواع التربة المختلفة لسهول بلاد ما بين النهرين (الغرينية، والطبيعة، والمالحة)، وسوريا (الطين الأحمر)، وجبال زاغروس في شمال العراق (التربة الجبلية). قدمت توصيات دقيقة ومبتكرة بشأن سماد التربة. في مجال الهيدرولوجيا والري، يقدم النص «كنزًا دفينًا من المعلومات والأفكار والرموز الدقيقة». يتضمن ذلك مادة عن كيفية حفر وتبطين الآبار والقنوات ووصف النواعير (عجلات المياه).  أخيرًا، هناك قسم عن إدارة المزرعة، والذي يُظهر أدلة على التأثير الروماني. عمومًا، المساهمات الزراعية للزراعة النبطية «كبيرة وبعيدة المدى، بما في ذلك بيانات التاريخ الزراعي والطبيعي غير المعروفة في الأدبيات الكلاسيكية.» 

### الدين والفلسفة
يصف الكتاب في فقرات مختلفة الممارسات الدينية في ريف العراق، حيث استمرت الوثنية لفترة طويلة بعد الفتح الإسلامي. بعض أوصاف الكتاب إلى وجود روابط بين الوثنية العراقية وديانة بلاد ما بين النهرين القديمة. تعرفت العبادة على سبعة آلهة نجمية أساسية: الشمس والقمر والكواكب الخمسة المعروفة ( كوكب المشتري وزحل وعطارد والزهرة والمريخ). من هؤلاء المشترى والزهرة كانا صالحين (الميمون)، بينما كان زحل والمريخ شريرين (الأشرار). تخضع الآلهة للشمس، الكائن الأسمى. هناك آلهة أخرى إلى جانب السبعة. يصف النص النجوم الثابتة مثل سيريوس كآلهة، ويشير إلى إله بلاد ما بين النهرين تموز، وكذلك إلى نسر، إله عربي ما قبل الإسلام. وصف ابن وشية لطقوس تموز له قيمة خاصة لأنه أكثر تفصيلاً من أي مصدر عربي آخر. في هذه الطقوس، كان الناس يبكون على تموز، الذي «قُتل مرة بعد مرة بطرق مروعة» خلال الشهر الذي يحمل نفس الاسم. يوضح ابن وحشية أيضًا أن مسيحيي المنطقة لديهم ممارسة مشابهة جدًا، عيد القديس جورج، ويتكهن بأن المسيحيين ربما قاموا بتكييف عاداتهم مع طقوس تموز. 
تتشابه الآراء الفلسفية للمؤلف مع آراء مدرسة الأفلاطونية الحديثة السورية التي أسسها امبليكوس في القرن الرابع. يعتقد المؤلف أنه من خلال ممارسة الطقوس الباطنية، يمكن للمرء أن يحقق التواصل مع الله. ومع ذلك، فإن النظرة العالمية للنص تحتوي على تناقضات وتعكس مؤلفًا «شبه متعلم» من الناحية الفلسفية. واحدة من المقاطع الفلسفية الرئيسية هي أطروحة عن الروح، في قسم كروم العنب، حيث يعبر المؤلف عن مذاهب مشابهة جدًا لتلك الخاصة بالأفلاطونية الحديثة.

### السحر
غالبًا ما يصف المؤلف السحر في ضوء سلبي («كل عمليات السحرة كريهة بالنسبة لي») وأحيانًا يعرّف السحرة بمجموعة دينية منافسة، «أتباع شيث». يتكون السحر للمؤلف من الصلاة للآلهة، وخلق التعويذات، والتلاعب بالخصائص الخاصة للأشياء. تعتمد هذه الخصائص الخاصة على تكوين الأجسام النجمية ويمكن أن تنتج تأثيرات مثل جعل شخص ما غير مرئي أو جذب الماعز والخنازير إلى شخص ما. الآثار خاصة ببعض العناصر، لذا فإن الفول العريض قادر على علاج «الحب المؤلم»، في حين أن عشرة دراهم من الزعفران المطحون الممزوج بالنبيذ تجعل كل من يشربه يضحك حتى يموت. تعتمد بعض الإجراءات السحرية على السحر الودي بدلاً من التنجيم، مثل تقنية استعادة الربيع الذي يجف عن طريق جعل النساء الشابات الجميلات يعزفن الموسيقى ويغنين بالقرب من الربيع. المثال الأكثر إثارة للسحر هو حالة الساحر النبطي الذي نجح في خلق رجل مصطنع، في قصة مشابهة لتقاليد غولم في اليهودية الكابالية.

### الفولكور والأدب
كثيرًا ما يستطرد المؤلف من الموضوع الرئيسي ليروي حكايات فولكلورية، قائلاً إنه يدرجها لتعليم القارئ وللتسلية، لأن «الإعياء بخلاف ذلك من شأنه أن يعمي روح [القارئ]». العديد من الحكايات بمفاهيم خيالية مثل الأشجار الناطقة أو الغول. البعض الآخر يدور حول شخصيات توراتية أو ملوك قدامى، على الرغم من أن أسماء الملوك ليست أسماء أي ملوك تاريخيين معروفين، وقد تم تغيير الشخصيات التوراتية من أشكالها التقليدية. غالبًا ما ترتبط الحكايات بالزراعة، كما حدث عندما علم آدم الكلدان أن يزرعوا القمح، أو عندما زرع الملك دهاناملوتا الكثير من زنابق الماء في قلعته «أن كثرة زنابق الماء حوله، سواء كانت رائحتها أو بصرها، تسبب وهو مرض في المخ أثبت أنه قاتل». وهناك بعض الإشارات إلى الشعر، وأجزاء من الشعر المناظرة، وهي من أقدم الأدب العربي. شعر النقاش هو نوع أدبي يتناقض فيه نقيضان طبيعيان مثل النهار والليل في فضائلهما. تشمل الأمثلة في النص التباهي بأشجار الزيتون وأشجار النخيل، وهي مشابهة في الأسلوب للفارسية، وهي نقاش بين عنزة وشجرة نخيل. في بعض الأحيان، تخفي القصص معنى داخليًا خفيًا، كما هو الحال في نص يزعم أن الباذنجان سيختفي لمدة 3000 عام. يوضح المؤلف أن هذا تعبير رمزي تشير فيه 3000 سنة إلى ثلاثة أشهر، يكون خلالها تناول الباذنجان غير صحي.

## التأثير
يعتبر كتاب الزراعة النبطية من أكثر الكتب تأثيراً في الزراعة باللغة العربية. استخدمها العشرات من الكتاب كمصدر، من العصور الوسطى حتى القرن الثامن عشر. كان أول عمل زراعي يصل إلى الأندلس (إسبانيا والبرتغال الحديثة)، وأصبح مرجعًا مهمًا لكتاب المجموعة الزراعية الأندلسية. وقد استشهد بها ابن العوام في كتابه الفلاحة أكثر من 540 مرة. ومن استشهدوا به ابن حجاج وأبو الخير والتقناري، وقد أثر على ابن بصال. التاريخ الزراعي في اليمن ليس معروفاً بشكل جيد، لكن لا بد أن الزراعة النبطية قد وصلت إلى اليمن في عصر السلالة الرسولية، كما يتضح من الاقتباسات في أعمال الملك الأفضل العباس ( د. 1376). 
كان لأنباط الزراعة أيضا تأثير بعيد المدى على اللغة العربية والأدب غامض اللاتينية، من خلال أجزاء نقلت في كتاب «غاية الحكيم» من قبل الساحر القرطبي، الكيميائي وعالم الحديث مسلمة القرطبي ( توفي عام 964)، وكان عمل مؤثر في السحر والذي تمت ترجمته لاحقًا إلى اللاتينية تحت عنوان Picatrix.
في القرن الثاني عشر اقتبس موسى بن ميمون الزراعة النبطية في دليله للحيرة كمصدر للدين الوثني. أخطأت الترجمات اللاحقة لموسم بن ميمون إلى اللاتينية في ترجمة اسم العمل على أنه De زراعي Aegyptiorum («عن الزراعة المصرية»)، مما دفع القراء مثل جوتفريد فيلهلم ليبنيز وصمويل شراء للإشارة إلى الكتاب بهذا العنوان الخاطئ. وفقًا لإرنست رينان، استشهد توماس أكويناس بالكتاب أيضًا في القرن الثالث عشر. في القرن الرابع عشر، ذكر ابن خلدون العمل في مقدمته، رغم أنه يعتقد أنه مترجم من اليونانية.
تظهر آثار تأثير ابن وحشية أيضًا في الأدب الإسباني. ألفونسو العاشر بتكليف (1221-1284) الترجمة الإسبانية للالعربية جواهري (كتاب عن الأحجار الكريمة) من قبل شخص يدعى أبولياس. هذا الجواهري يستشهد بالزراعة النبطية (يطلق عليها الزراعة الكلدانية )، ويدعي أبولايس، مثل ابن وحشية، أنه ترجم الجواهر من لغة قديمة («كلدانية»). في القرن الخامس عشر، عرف إنريكي دي فيلينا أيضًا الزراعة النبطية وأشار إليها في كتابه Tratado del aojamiento وTratado de lepra. 

## تاريخ العلم الحديث

### القرن التاسع عشر
تم إدخال الزراعة النبطية لأول مرة إلى المنح الأوروبية في عام 1835 من قبل الباحث الفرنسي إتيان كواتريمير. شاعها دانيال تشولسون في دراساته لعامي 1856 و1859، معتقدًا أنها قدمت معلومات حقيقية عن بلاد آشور القديمة وبابل. أرّخ النص الأصلي إلى القرن الرابع عشر قبل الميلاد على أبعد تقدير. ومع ذلك، أثارت آرائه «رد فعل عنيفًا» في المجتمع الأكاديمي، وشرعت سلسلة من العلماء في دحضه. كان إرنست رينان أول هؤلاء في عام 1860، والذي أرّخ العمل إلى القرن الثالث أو الرابع. تبعه ألفريد فون جوتشميد، الذي أظهر تناقضات في النص وأعلن أنه تزوير في العصر الإسلامي. في مقال نُشر عام 1875، اتفق العالم الألماني البارز تيودور نولديك مع جوتشيميد على أن العمل كُتب في الأصل باللغة العربية، وذهب إلى حد القول بأن ابن وحشية نفسه كان خيالًا، وأن المؤلف الحقيقي أبو طالب الزيات. أكد نولديك على التأثيرات اليونانية في النص، ومعرفة المؤلف بالتقويم (سمة من سمات التقويم الروماني)، واستخدامه للتقويم الشمسي لإديسا وحران بدلاً من التقويم القمري الإسلامي. أظهر فك رموز الكتابة المسمارية بشكل قاطع أن الزراعة النبطية لم تكن مبنية على مصدر قديم لبلاد الرافدين.

### القرنين العشرين والحادي والعشرين
كان الاهتمام بالكتاب طفيفًا في النصف الأول من القرن العشرين. كان مارتن بليسنر أحد العلماء القلائل الذين اهتموا به، في مقال نُشر عام 1928. بدأ توفيق فهد بدراسة العمل في أواخر الستينيات، وكتب العديد من المقالات عنه دافع عن فكرة أن النص لم يكن تزويرًا لابن وحشية، بل كان قائمًا على أصل ما قبل الإسلام. دافع فؤاد سزكين أيضًا عن أصالة العمل باعتباره ترجمة من عمل من القرن الخامس أو السادس، ونشر نسخة طبق الأصل من المخطوطة في عام 1984، بينما أكمل فهد طبعته النقدية للنص بين عامي 1993 و1998. أيد محمد الفايز آراء فهد ودرس العمل من وجهة نظر الزراعة في بلاد ما بين النهرين، ونشر دراسة حول هذا الموضوع في عام 1995. على الرغم من حقيقة أن العديد من العلماء قد جادلوا الآن لصالح أصالة العمل، لا تزال آراء نولدكه هي الأكثر تداولًا في أوائل القرن الحادي والعشرين. تغير هذا عندما جادل جاكو هامين أنتيلا Jaakko Hämeen-Anttila، في دراسته المنشورة في عام 2006، على نطاق واسع بأن العمل ربما كان ترجمة أصلية من السريانية. لم تتم ترجمة الزراعة النبطية إلى اللغة الأوروبية بالكامل، لكن فهد ترجم أجزاء منها إلى الفرنسية في مقالاته، وترجم هامين أنتيلا أجزاء أخرى إلى الإنجليزية.

## الملاحظات
1. ↑  On Qussīn, see Yāqūt, Muقالب:Ayinjam al-buldān, IV:350 (referred to by Hämeen-Anttila 2006، صفحة 93).
2. ↑  Translated in Hämeen-Anttila 2002a، صفحات 69–76.
3. ↑  Translated into French in Fahd 1970.
4. ↑  The practice is also mentioned in the الكتاب المقدس، حزقيال 8:14: "Then he brought me to the door of the gate of the Lord's house which was toward the north; and, behold, there sat women weeping for Tammuz."[19]
5. ↑  Hämeen-Anttila 2018 still follows the conventional attribution of the Ghayat al-hakim to مسلمة المجريطي (c. 950–1007). However, experts now attribute this work to Maslama al-Qurtubi: see Fierro 1996; De Callataÿ & Moureau 2017; cf. Attrell & Porreca 2019، صفحة 1.
6. ↑  There may have been a medieval translation into Spanish, but it was lost after 1626.[64]

## النسخ
- Fahd، Toufic (المحرر). L'Agriculture nabatéenne: Traduction en arabe attribuée à Abu Bakr Ahmad b. Ali al-Kasdani connue sous le nom d'lbn Wahshiyya. Damascus: al-Ma‘had al-‘Ilmī al-Faransī lil-Dirāsāt al-‘Arabīyah. (3 vols., 1993–1998.)

## وصلات خارجية
- Ibn Wahshiyya at the Filaha Texts Project – contains bibliography and list of manuscripts
- Digitized manuscript at the Berlin State Library, 1058
- Digitized manuscript at the Berlin State Library, 14th century
- Bodleian Library MS. Huntington 326 – facsimile of a medieval Arabic manuscript containing the text